# فرودگاه بین‌المللی آیت‌الله جمی آبادان
فرودگاه بین‌المللی آبادان که با نام فرودگاه بین‌المللی آیت‌الله جمی آبادان نیز شناخته می‌شود، یک فرودگاه همگانی با کد یاتا ABD است که دو باند فرود آسفالت دارد و طول باند بزرگتر آن ۳۱۰۴ متر است. این فرودگاه در شهر آبادان کشور ایران قرار دارد و در ارتفاع ۶ متری از سطح دریا واقع شده‌است.
در سال ۲۰۱۸ میلادی ۷٬۹۱۴ نشست و برخاست هواپیما در این فرودگاه انجام شد و ۶٬۴۸۱٬۱۹۷ کیلوگرم بار و ۶۰۴٬۶۱۵ نفر مسافر از طریق آن جابجا شدند.

## موقعیت
این فرودگاه در ضلع غربی شهر آبادان در موقعیت جغرافیایی ۴۸ درجه و ۱۳ دقیقه و ۴۲ ثانیه طول شرقی و ۳۰ درجه و ۲۲ دقیقه و ۱۶ ثانیه عرض شمالی واقع گردیده‌است که از شرق و جنوب به شهر آبادان، از شمال به خرمشهر و از غرب به رودخانه اروند و مرز عراق منتهی می‌شود.

## تاریخچه
فرودگاه بین‌المللی آبادان جز اولین فرودگاه‌های ایران است که در سال ۱۳۲۰ برای شرکت نفت ایران و انگلستان (BP فعلی) و به دلیل وجود پالایشگاه آبادان احداث شد و با رونق گرفتن آبادان و خرمشهر فرودگاه نیز توسعه یافت تا جایی که نخستین پروازهای خارجی از فرودگاه بین‌المللی مهرآباد و سپس آبادان در نیمه دوم سال ۱۳۲۸ آغاز شد. در سال ۱۳۴۶ فرودگاه اصلی و فعلی آبادان در مساحتی حدود ۶۶/۳۷۲ هکتار ساخته و سه سال بعد از سوی شرکت ملی نفت ایران به سازمان هواپیمایی کشوری واگذار شد.
فرودگاه آبادان به عنوان فرودگاه کمکی و احتیاطی فرودگاه مهرآباد برای پروازهای خارجی بود و هرگاه به دلایلی جوی و سایر عوامل، پروازی قادر به نشستن در فرودگاه مهرآباد نبود از فرودگاه آبادان برای فرود استفاده می‌کرد.
کویت ایرویز، کی‌ال‌ام هلند، بریتیش ایرویز انگلیس، لوفت هانزای آلمان، مالتای مالت، سوییس ایرویز، ایر فرانس ،اسکاندیناوی ایر، آلایتالیای ایتالیا، ایر ایندیا از شرکت‌های هواپیمایی فعالی بودند که پروازهایشان تا قبل از جنگ ایران و عراق در فرودگاه بین‌المللی آبادان نشست و برخاست داشت.
فرودگاه آبادان زمانی به دلیل قرار گرفتن در دالان هوایی بین‌المللی تنها فرودگاه ترانزیتی، کیترینگ و سوختگیری مسیر خاورمیانه و اروپا بود.
هم‌اکنون این فرودگاه با دالان‌های هوایی بین‌المللی اروپا و آمریکا به خاورمیانه چند کیلومتری بیش، فاصله ندارد و به‌طور مداوم پروازهای بین‌المللی از فراز این فرودگاه عبور می‌کنند. از فرودگاه بزرگ و با قدمت آبادان اکنون تنها نامی باقی‌مانده و انجام پروازهای کنونی را هرگز نمی‌توان با آن روزگار و پروازهای روزانه‌اش به شهرهای بزرگ اروپایی و آمریکایی مقایسه کرد.
این فرودگاه در سال ۱۳۹۱ به‌درخواست سید حسین دهدشتی نمایندهٔ آبادان در مجلس شورای اسلامی توسط دولت وقت به فرودگاه بین‌المللی آیت‌الله جمی آبادان تغییر نام داد.

## ظرفیت
این فرودگاه ظرفیت ۸ هواپیمای پهن پیکر را به‌طور هم‌زمان در رمپ مسافری خود داراست. از آنجایی که این فرودگاه با استانداردهای جهانی ساخته شده‌است حتی ظرفیت هواپیماهایی به بزرگی بوئینگ ۷۴۷ و ایرباس-۳۴۰ را دارا است و هواپیماهای بزرگتر را نیز پذیرش می‌کند.

## قابلیت‌ها
وضعیت intermodal فرودگاه آبادان بخاطر دسترسی به دو بندر تجاری آبادان و خرمشهر، راه آهن خرمشهر در فاصلهٔ کمتر از ۱۰ کیلومتر و دو بزرگراه به سمت اهواز و بندر ماهشهر، موقعیت مناسبی برای ایجاد کارگو ترمینال فراهم نموده‌است و از نظر موقعیت جغرافیایی در خاورمیانه می‌تواند بزرگترین و فعالترین کارگو ترمینال کشور را داشته باشد چرا که استان خوزستان کالاهای تجاری به خصوص فراورده‌های شیلاتی، صیفی‌جات، سبزیجات، علوفه و فراورده‌های دامی و صنعتی زیادی دارد که کشورهای همسایهٔ حاشیهٔ خلیج فارس استقبال خوبی از آن می‌کنند.
در بخش مسافری نیز به دلیل اینکه ورود و خروج افراد خارجی به منطقه آزاد اروند بدون ویزا میسر است، مردم عراق در استان‌های جنوبی برای سفر به کشورهای حاشیه خلیج فارس و دیگر کشورها می‌توانند از فرودگاه آبادان که حداکثر ۳۰۰ کیلومتر با آنها فاصله دارد، استفاده کنند. نکتهٔ بعد اینکه می‌توان با تنظیم برنامه‌های پروازی همانند قبل از انقلاب ۱۳۵۷ شاهد حضور مسافران و پروازهای بیشتر از کویت، بحرین، قطر و امارات بود چرا که در این صورت ایرانیان مقیم آن کشورها اعم از کارمند و کارگر با سهولت بیشتری می‌توانند از طریق فرودگاه آبادان تردد کنند و این روند قطعاً باعث رشد بیشتر تجاری و اقتصادی فرودگاه بین‌المللی آبادان و استان خوزستان خواهد بود. نکته دیگر برنامه‌ریزی برای فعالیت مجدد کترینگ فرودگاه و ایستگاه سوخت گیری هواپیماهای خارجی همانند قبل از جنگ ایران و عراق است که درآمد خوبی برای فرودگاه داشت.

## برنامهٔ شهر فرودگاهی
در تاریخ ۱۷ شهریور ماه ۱۳۹۴ مدیر فرودگاه آبادان اظهار کرد که برنامه‌ای در جهت توسعه فرودگاه آبادان به شهر فرودگاهی دارند.
این فرودگاه در حال حاضر ۳۵۴ هکتار است و اراضی زیادی در اطراف وجود دارد که با ادغام با آن یک شهر فرودگاهی بزرگ ایجاد خواهد شد.

## مقصدهای پروازی فرودگاه آبادان
(بروزرسانی خرداد ۱۴۰۲)
- تهران
- مشهد
- شیراز
- اصفهان